# Nepřemožení
Nepřemožení (títol original en txec, en català L'invicte) és una obra dramaticomusical en quatre actes composta  per Josef Förster sobre un llibret en txec del mateix compositor. Es va estrenar el 19 de desembre de 1918 al Teatre Nacional de Praga.